# Johann Leonhard Frisch
Johann Leonhard Frisch, född 19 mars 1666 i Oberpfalz, död 21 mars 1743, var en tysk språk-, och entomolog och naturforskare. Han var farfar till Johann Christoph Frisch.
Frisch, som 1726 blev rektor vid Gymnasium zum Grauen Kloster i Berlin, författade den viktiga Teutsch-lateinisches Wörterbuch (1741) samt ornitologiska arbeten.